# Römisch-katholische Kirche in der Schweiz

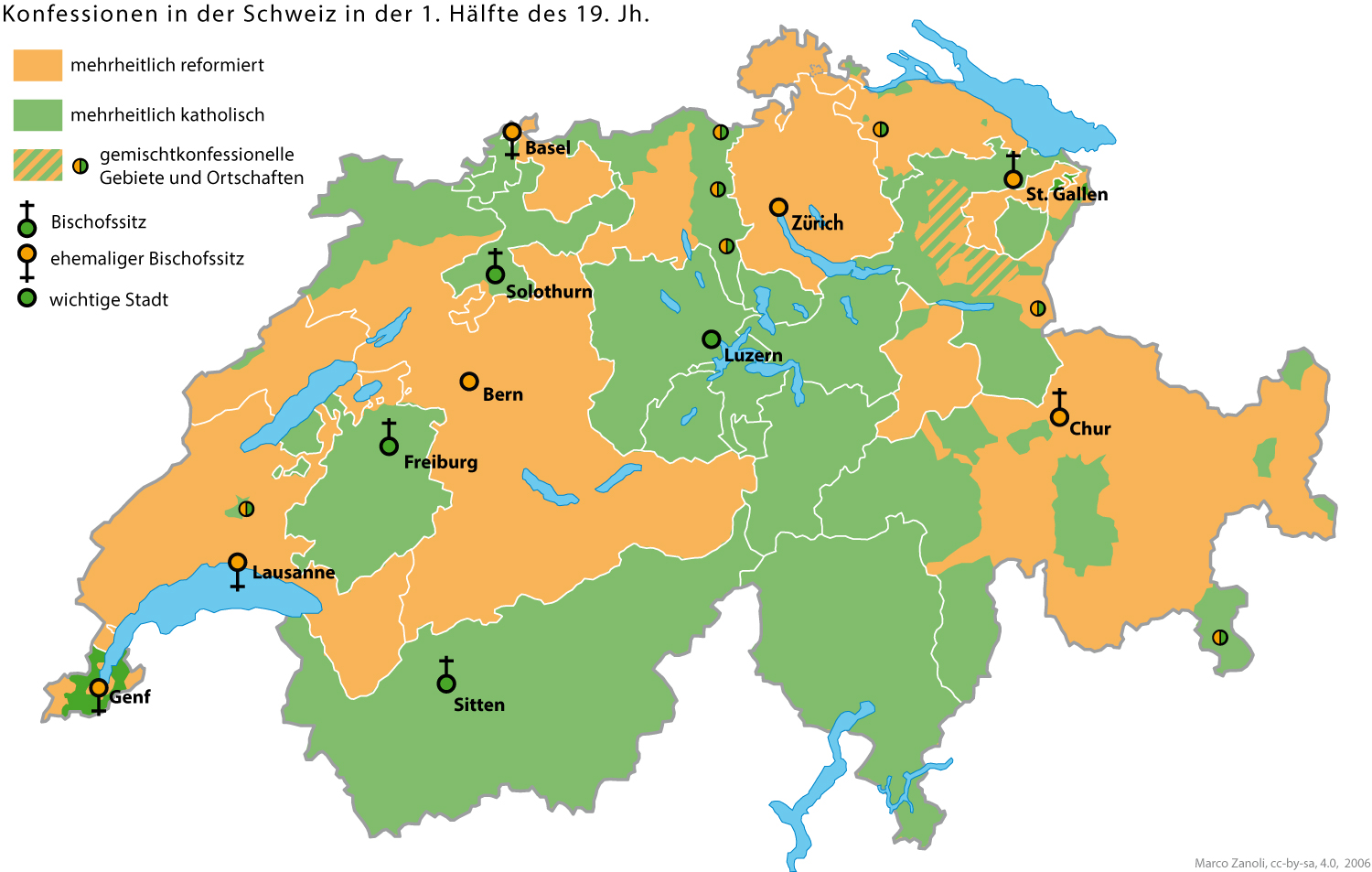
Konfessionen im 19. Jahrhundert

Die römisch-katholische Kirche in der Schweiz ist der in der Schweiz gelegene Teil der römisch-katholischen Weltkirche. Sie zählte 2020 etwa 3,1 Millionen Gläubige, was einem Bevölkerungsanteil von 33,8 % entsprach. 2010 waren es noch 38,6 %. 2022 lagen die Konfessionslosen mit einem Anteil von rund 34 Prozent erstmals vor den Katholiken, welche einen Anteil von rund 32 Prozent erreichten. Eine Schweizer Besonderheit ist die Ergänzung des kirchenrechtlichen Systems durch das staatskirchenrechtliche System und das damit verbundene Mit- und Nebeneinander.

## Organisation
Die Organisation der römisch-katholischen Kirche der Schweiz weist ein weltweit einmaliges Nebeneinander von hierarchisch organisierter Bischofskirche und demokratisch organisierter Landeskirche auf.
|  |  |

Im Folgenden werden die sechs unmittelbar Rom unterstellten Bistümer aufgelistet:
| Bistum                             | Sitz       | Kantone                                                                                               | Fläche (in km²) | Einwohner (2020) | Katholiken (2020) | Anteil (2020) (in %) | Pfarreien (2020) |
| ---------------------------------- | ---------- | --- | --------------- | ---------------- | ----------------- | -------------------- | ---------------- |
| Bistum Basel                       | Solothurn  | Aargau, Basel-Stadt, Basel-Landschaft, Bern, Jura, Luzern, Schaffhausen, Solothurn, Thurgau, Zug      | 12'585          | 3'487'000        | 823'000           | 28,3                 | 483              |
| Bistum Chur                        | Chur       | Glarus, Graubünden, Nidwalden, Obwalden, Uri, Schwyz (ausser Gebietsabtei Kloster Einsiedeln), Zürich | 12'272          | 2'075'000        | 539'000           | 31,2                 | 305              |
| Bistum Lausanne, Genf und Freiburg | Freiburg   | Freiburg, Genf, Neuenburg, Waadt                                                                      | 05'557          | 1'822'000        | 479'000           | 32,7                 | 230              |
| Bistum Lugano                      | Lugano     | Tessin                                                                                                | 02'811          | 0351'000         | 186'000           | 61,9                 | 255              |
| Bistum St. Gallen                  | St. Gallen | Appenzell Ausserrhoden, Appenzell Innerrhoden, St. Gallen                                             | 02'429          | 0586'000         | 201'000           | 41,4                 | 143              |
| Bistum Sitten                      | Sitten     | Wallis (ausser Gebietsabtei Saint-Maurice), Bezirk Aigle (Kanton Waadt)                               | 05'589          | 0349'000         | 196'000           | 67,3                 | 150              |

Dazu gibt es noch zwei Gebietsabteien:
- Kloster Einsiedeln
- Abtei Saint-Maurice, ältestes noch existierendes Kloster des Abendlands

Diese Bistümer und Gebietsabteien sind in der Schweizer Bischofskonferenz (SBK) zusammengeschlossen.
Die kantonalen staatskirchenrechtlichen Organisationen sind in der Römisch-Katholischen Zentralkonferenz der Schweiz (RKZ) vereinigt. Sie umfassen z. B. die Kirchgemeinden zur Verwaltung der Kirchengüter, die im 19. Jahrhundert unter liberalem Druck von den Pfarreien abgetrennt und demokratisch organisiert wurden.
Hinsichtlich der Ernennung von Bischöfen in den Bistümern Basel, Chur und St. Gallen gelten besondere Regelungen. Beispielsweise kann das Bistum Basel seinen Bischof weitgehend unabhängig vom Vatikan bestimmen, und die Regierung des Kantons Solothurn, der Sitzkanton des Bistums ist, kann ihr nicht genehme Bischofskandidaturen zwingend ablehnen. Die Regelung geht auf den Kulturkampf zurück und gilt eher als Seltenheit.

## Geschichte

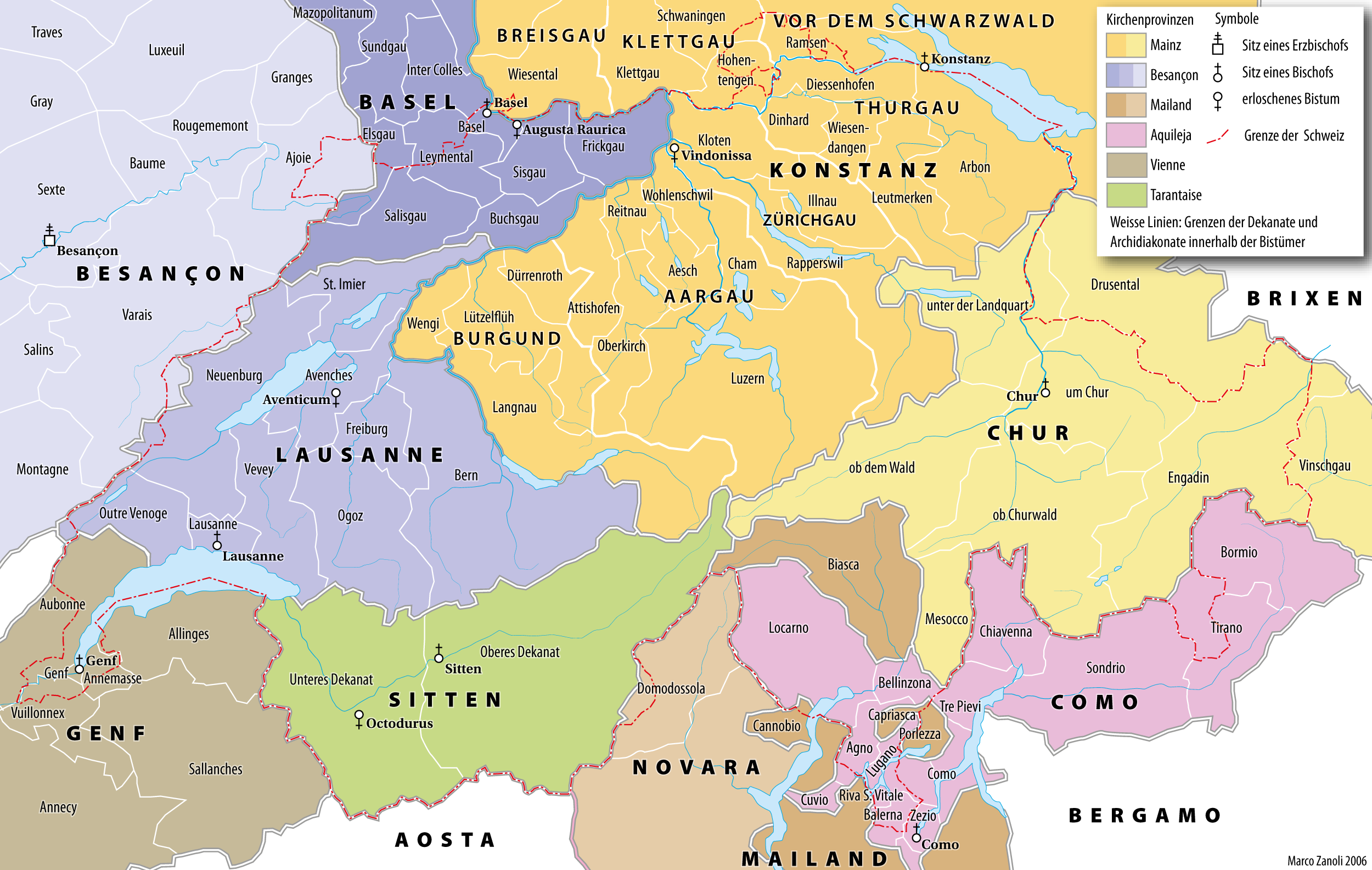
Die historische kirchliche Einteilung der Schweiz

Die ersten Bistümer auf dem heutigen Schweizer Staatsgebiet wurden noch in spätrömischer Zeit (3./4. Jahrhundert) gegründet, u. a. in Genf und Avenches.
Von Norden her begann die Christianisierung durch anglo-irische Missionare im Frühmittelalter. Bis zur Reformation durchdrang die römische Kirche sämtliche Bereiche des gesellschaftlichen und staatlichen Lebens.
Eine zweite Phase der Zurückdrängung nach der Reformation bildeten Aufklärung, Liberalismus und Kulturkampf. Auch danach setzte sich – analog zu den anderen Konfessionen – die Säkularisierung des gesellschaftlichen Lebens fort.
Nach dem Zweiten Weltkrieg gesellte sich – nebst Kirchenaustritten – die Einwanderung von Personen anderer Kulturkreise/Religionen hinzu. Zudem hat man zunehmend mit Priestermangel zu kämpfen. Dennoch stellt die römische Kirche weiterhin die grösste Konfessionsgruppe des Landes.
Der konservative Churer Bischof Vitus Huonder forderte 2013, analog zu laizistischen Kreisen, aber mit anderen Motiven, die Trennung von Kirche und Staat. In Basel-Stadt und einigen Westschweizer Kantonen gibt es diese Trennung bereits seit längerem. Manche Gläubige des Bistums forderten – ähnlich wie schon zur Zeit von Bischof Wolfgang Haas – eine Absetzung Huonders, im Kanton Zürich gar eine Loslösung vom Bistum Chur.
Am 10. September 2023 bestätigte die Schweizer Bischofskonferenz, dass der Vatikan Ermittlungen gegen mehrere (amtierende oder emeritierte) Bischöfe wegen des Umgangs mit sexuellem Missbrauch eingeleitet und Bischof Joseph Bonnemain im Juni 2023 als Sonderermittler eingesetzt hat. Bonnemain ermittelt gegen Jean-Marie Lovey (Bischof von Sitten), Charles Morerod (Bischof von Lausanne, Genf und Freiburg), Alain de Raemy (dort Weihbischof) und Jean-Claude Périsset (emeritierter Erzbischof).

## Schweizer Kardinäle
Schweizer Kardinäle sind derzeit Kurienkardinal Kurt Kardinal Koch (seit 2010) und der emeritierte Diplomat des Heiligen Stuhls, Emil Paul Kardinal Tscherrig (seit September 2023).
Der geschichtlich einflussreichste Schweizer Kardinal war Matthäus Schiner, der beim Konklave 1521–1522 beinahe Papst geworden wäre.

## Nuntien in der Schweiz
Das päpstliche Gesandtschaftswesen ist im Laufe des 16. Jahrhunderts in Europa entstanden. Bereits ab 1500 entsandte der Papst Vertreter (Legaten, Nuntien) in die Schweiz. 1586 wurde in Luzern die ständige Nuntiatur eingerichtet, wo sie mit kürzeren Unterbrüchen (1725–1730 in Altdorf, 1835–1843 in Schwyz) bis 1873 verblieb.
Die Nuntiatur umfasste historisch die katholischen Kantone und deren Untertanengebiete, die Drei Bünde (einschliesslich Veltlin, Bormio und Chiavenna), das Wallis sowie die gesamten Gebiete der Diözesen Basel, Chur, Konstanz, Lausanne und Sitten, folglich auch das Oberelsass, süddeutsche Gebiete sowie Teile Vorarlbergs und Tirols. Nach dem Westfälischen Frieden lockerten sich die Beziehungen zu den ausserschweizerischen Gebieten. Ab 1803 war der Nuntius auch bei den konfessionell gemischten, ab 1816 auch bei den reformierten Kantonen akkreditiert. Die Nuntiatur umfasst seither nur noch das heutige Territorium der Schweiz.
Der Kulturkampf führte ab 1873 zu einer Unterbrechung der diplomatischen Beziehungen mit dem Heiligen Stuhl. Diese wurden 1920 auf Initiative von Bundesrat Giuseppe Motta wieder aufgenommen. Seither hat die Apostolische Nuntiatur ihren Sitz in Bern.
| Amtsdauer | Nuntius                | Bemerkungen      |
| --------- | ---------------------- | ---------------- |
| 1920–1926 | Luigi Maglione         | ab 1935 Kardinal |
| 1926–1935 | Pietro De Maria        |                  |
| 1935–1953 | Filippo Bernardini     |                  |
| 1953–1959 | Gustavo Testa          | ab 1959 Kardinal |
| 1960–1967 | Alfredo Pacini         | ab 1967 Kardinal |
| 1967–1984 | Ambrogio Marchioni     |                  |
| 1985–1993 | Edoardo Rovida         |                  |
| 1993–1997 | Karl-Josef Rauber      | ab 2015 Kardinal |
| 1997–1998 | Oriano Quilici         |                  |
| 1999–2004 | Pier Giacomo De Nicolò |                  |
| 2004–2011 | Francesco Canalini     |                  |
| 2011–2015 | Diego Causero          |                  |
| 2015–2020 | Thomas Gullickson      |                  |
| seit 2021 | Martin Krebs           |                  |

→ siehe auch Apostolische Nuntien in der Schweiz